# Foglie al gelo
Foglie al gelo ist eine Popballade des italienischen Musikers Francesco Gabbani aus dem Jahr 2016. Das Lied stammt aus dem Soundtrack des Films Poveri ma ricchi von Fausto Brizzi, der von Gabbani geschrieben und komponiert wurde. Später wurde das Lied auch auf das Album Magellano aufgenommen, das am 28. April 2017 erschien.

## Hintergrund
Nach seinem Erfolg in der Newcomer-Kategorie beim Sanremo-Festival 2016 wurde Gabbani von Regisseur Fausto Brizzi eingeladen, den Soundtrack zu seinem Film Poveri ma ricchi zu schreiben. Eine Woche bevor der Film in die Kinos kam, wurde der Song am 9. Dezember 2016 zum ersten Mal im Radio gespielt.
Das Musikvideo entstand unter der Regie von Gabriele Lucchetti. Es zeigt Bilder aus dem Film Poveri ma ricchi durchsetzt mit Bildern von Gabbani, die in den Apuanischen Alpen gedreht wurden.

## Musik
Giuseppe Santoro von Faremusic nennt das Lied eine klassische Popballade mit unscharfer „ramazzottianischer“ Inspiration.